# せとうち経済ウィークリー
『せとうち経済ウィークリー』（せとうちけいざいウィークリー）は、テレビせとうち制作の経済情報番組。山陽新聞社・日本経済新聞社・おかやま財界協力。
2000年10月放送開始。2006年11月25日放送分よりハイビジョン制作になり、2007年6月30日を以て放送終了。後番組は、同じく2007年6月で放送終了した番組『TSCザニュースファイル』とこの番組を統合した形の番組『せとうち Life&Biz』（2007年7月7日放送開始）。

## 放送時間
- 毎週土曜 9:15 - 9:40
  - 他、毎週月曜14:25から番組の再放送が行われていた。
  - 番組放送開始当初は9:30からだったが、『TSCサタデーナウ』との枠交換で9:00開始になった（2006年9月まで）。

また、毎週日曜 23:00 - 23:30に岡山市のケーブルテレビ局の岡山ネットワーク（oniビジョン）の自社制作や県内のケーブルテレビ局制作番組を放送するチャンネルでも放送されていた。これは、同社がテレビせとうちとともに山陽新聞グループに属しているためである。

## 出演者

### 番組終了時
- 上原誠一（テレビせとうち本社報道部記者、山陽新聞社からの出向） - 番組放送終了後、山陽新聞社に復帰。2007年8月時点では編集委員。
- 遠藤寛子（フリーアナウンサー、元RSKアナウンサー）
- 高松屋暢克（コメンテーター、川崎医療福祉大学教授、元山陽新聞社論説委員）

## 主なコーナー
- ウィークリーアイ
- インタビュー
- キャッチアップ
- マーケットナビ
- 他